# ۷۳۸ (خورشیدی)
۷۳۸ هفتصد و سی و هشتمین سال هجری خورشیدی است.